# Fernfahrer – Abenteuer auf Spaniens Straßen
Fernfahrer – Abenteuer auf Spaniens Straßen (Originaltitel Los camioneros) ist der Titel einer spanischen Fernsehserie aus den Jahren 1973 und 1974, die von TVE produziert und ausgestrahlt wurde.

## Handlung
Der junge Spanier Paco ist als Fernfahrer tätig und wird während seiner Arbeit mit verschiedenen Schwierigkeiten konfrontiert. So hat er Schafe und Stiere zu transportieren, soll eine hochschwangere Frau zur Entbindung fahren und wird zusammen mit seinem Beifahrer von Kriminellen überfallen. Sein Traum, auf den er hinarbeitet, ist die Anschaffung eines eigenen Lkw.

## Ausstrahlung
Die Erstausstrahlung erfolgte ab dem 12. November 1973 auf dem spanischen Sender TVE. Im deutschsprachigen Raum wurde die Serie erstmals zwischen September und Dezember 1980 im Fernsehen der DDR auf DDR1 ausgestrahlt und zwischen Januar und Mai 1985 wiederholt. Dort war die Serie auch unter dem Titel Paco der Fernfahrer bekannt.

## Auszeichnungen
Die Serie wurde 1974 mit dem renommierten spanischen Fernsehpreis TP de Oro als beste inländische Fernsehserie ausgezeichnet.